# Central tèrmica de Cas Tresorer
La Central Tèrmica de Cas Tresorer és una central termoelèctrica de cicle combinat situada al terme municipal de Palma. És una central bicombustible constituïda per dos cicles combinats (Cas Tresorer CC1 i Cas Tresorer CC2) que consumeix gas natural com a combustible principal i està preparada per poder cremar gasoil en cas de problemes de subministrament de gas natural o problemes tècnics que impedeixin l'ús d'aquest combustible. Encara que compta amb una potència instal·lada de 480 MW, només ateny una potència de 229 MW.
Les obres van començar l'any 2005 i es va realitzar en dues fases i s'acabà el 2010. Inicialment es va engegar amb dues turbines de gas que utilitzaven gasoil com a combustible i una potència de 154 megawatt. L'any següent es va engegar la turbina de vapor per completar el primer cicle combinat. Funciona amb gas natural des del 2008 quan es va inaugurar el gasoducte que approvisiona els Balears.  
- Cicle Combinat I
  - 2 Turbines de gas General Electric, PG 6FA+i (80 MW)
  - 2 recuperadors de calor HRSG, NEM, Tipus 2P-NC de circulació natural
  - 1 Turbina de vapor Siemens ST5-C de 80 MW.

- Cicle Combinat II
  - 2 Turbines de gas General Electric, PG 6FA+i (80 MW)
  - 2 recuperadors de calor HRSG, NEM, Tipus 2P-NC de circulació natural
  - 1 Turbina de vapor Siemens ST5-C de 80 MW.

En l'actualitat, tots dos cicles combinats cremen gas natural com a combustible principal, encara que es poden adaptar al gasoil.